# La Résurrection du Christ (Le Pérugin)
Pour les articles homonymes, voir La Résurrection du Christ.
La Résurrection du Christ est un tableau réalisé par le peintre italien Le Pérugin vers 1497. De format horizontal, cette huile sur bois est une peinture chrétienne qui représente la résurrection de Jésus, avec au centre de la composition le Christ debout au bord de son tombeau entrouvert, au milieu de soldats romains endormis. Le panneau provient de la prédelle d'un retable commandé à l'artiste en 1495 pour l'église Saint-Pierre de Pérouse. Tout comme deux autres éléments de ce polyptyque aujourd'hui dispersé dont L'Ascension du Christ occupait autrefois le centre, l'œuvre est conservée au musée des Beaux-Arts de Rouen, à Rouen, dans la Seine-Maritime, en France.

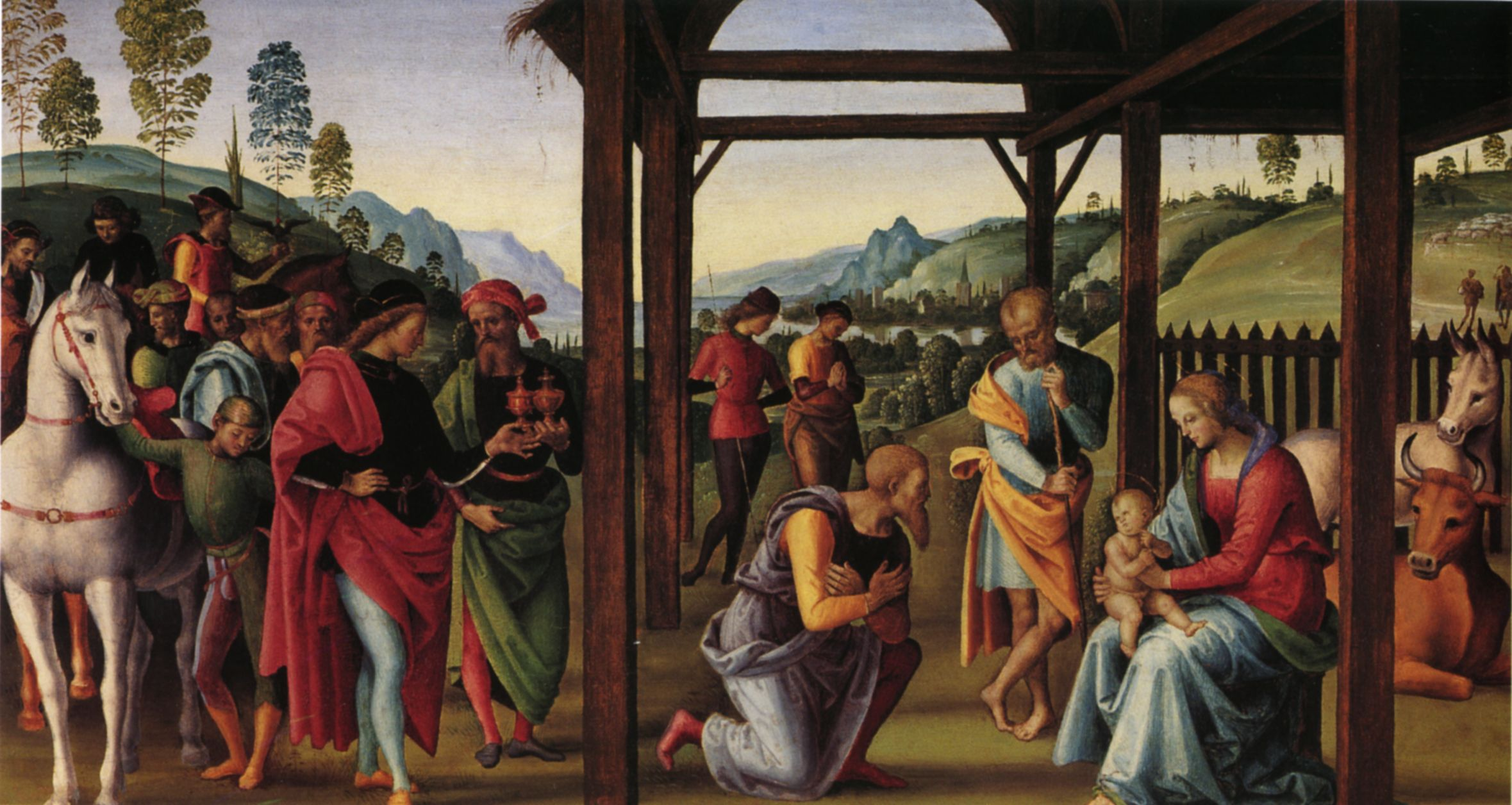
L'Adoration des mages, vers 1497 – Musée des Beaux-Arts de Rouen, Rouen.
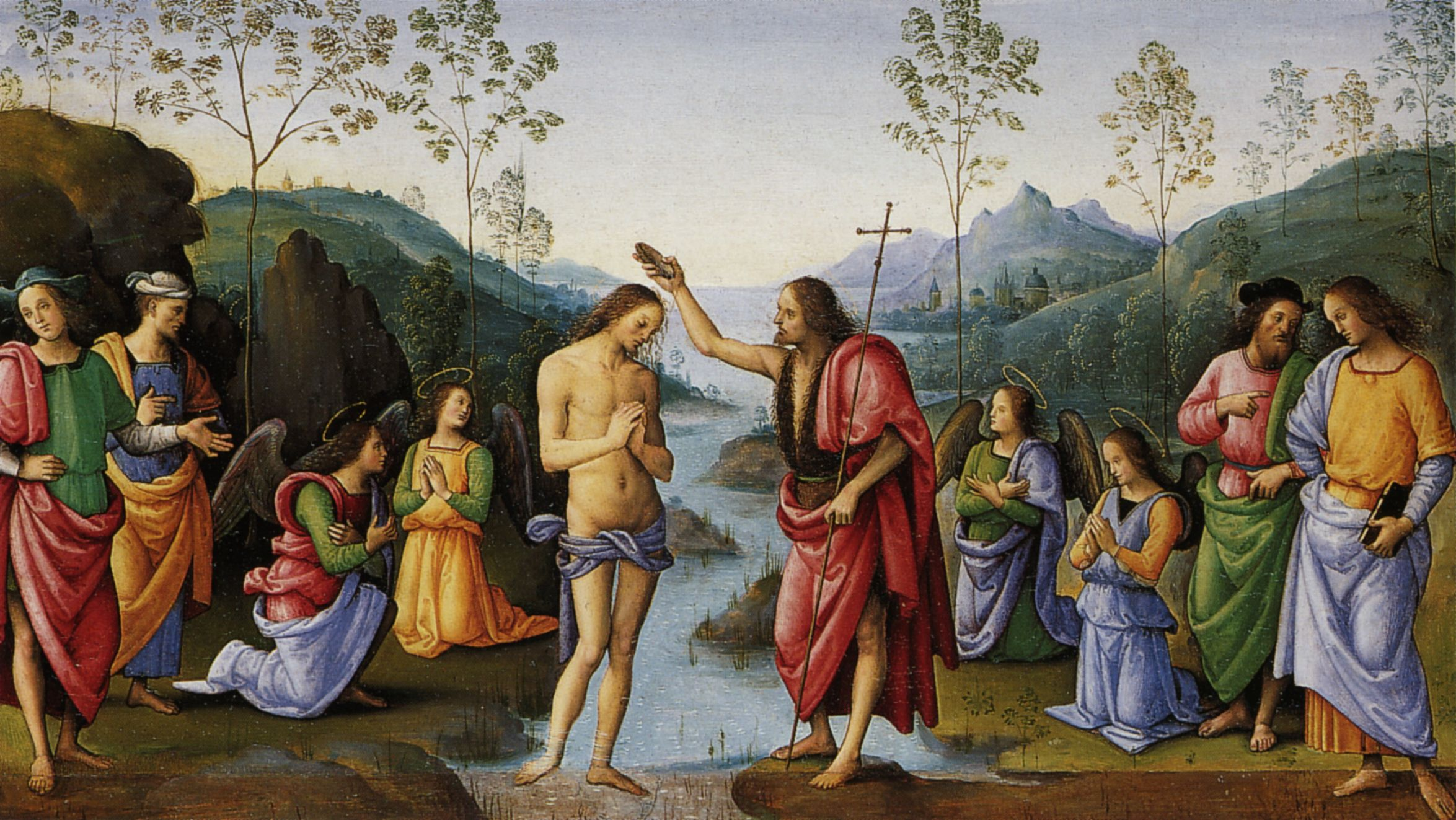
Le Baptême du Christ, vers 1497 – Musée des Beaux-Arts de Rouen, Rouen.

## Thème
Le Pérugin a également représenté la résurrection du Christ dans La Résurrection de San Francesco al Prato, qui date de 1499 environ.

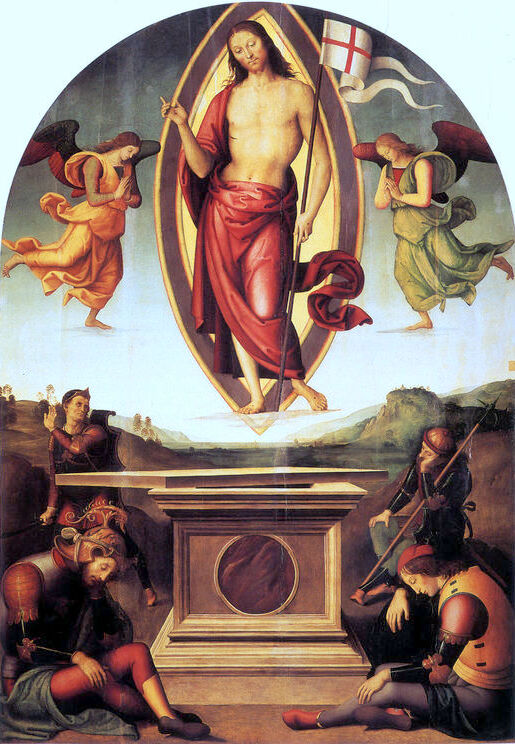
La Résurrection de San Francesco al Prato, vers 1499 – Pinacothèque vaticane, Vatican.